# Chevrolet Kodiak

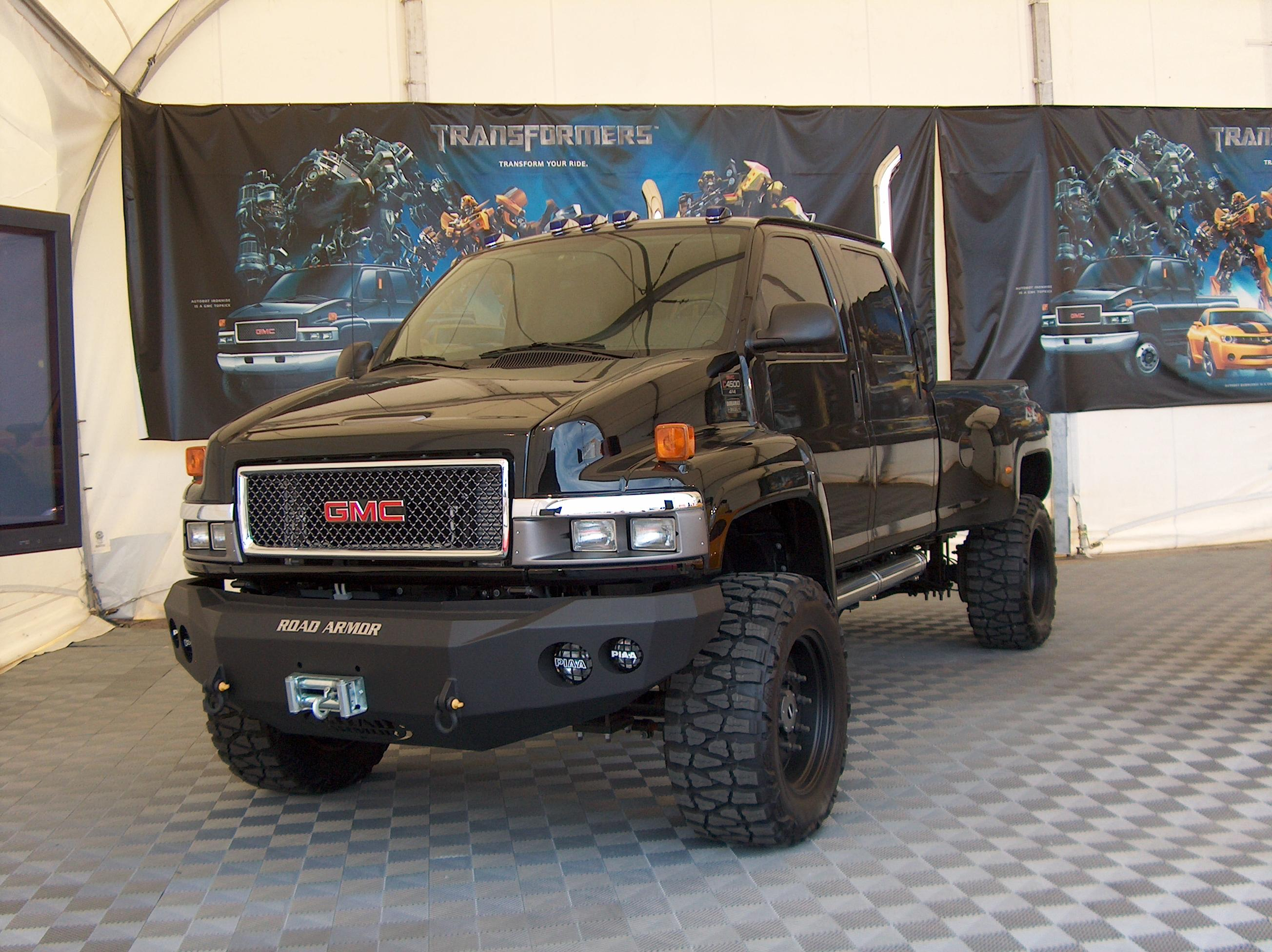
Autobot Ironhide Topkick varianten

Chevrolet Kodiak även GMC Topkick och Isuzu H-serie, är en lätt lastbil från General Motors, tillverkad av Chevrolet, GMC och Isuzu.

## Roboten Ironhide
2007 medverkade en GMC Topkick i filmen Transformers och spelade den goda roboten Ironhide, en Autobot. Också i uppföljaren från 2009, Transformers: De besegrades hämnd medverkade bilen/roboten.
- Wikimedia Commons har media som rör GMC Topkick.